# 森藤恵美
森藤 恵美（もりふじ えみ、1977年12月27日 - ）は、日本のフリーアナウンサー。YouTuber。登録者数7390人(2022年8月現在)。
東京都多摩市出身。フェリス女学院大学卒業。セント・フォース所属。母親は元女優の小野恵子。

## 人物
大学卒業後、2001年に青森テレビ入社。朝の情報番組「おしゃべりハウス」などを担当。同年に退社し、セント・フォースへ移籍。身長157cm。血液型A型。愛称は「エミタソ」。
2010年のパシフィック・リーグ・クライマックスシリーズで、千葉ロッテマリーンズが優勝した際には『野球好きニュース』（J SPORTS）番組内での祝勝会中継リポーターを務めた。

## 出演・担当番組

### 現在
- OH! HAPPY MORNING（2011年1月3日 - 、JFNC） - 月曜・火曜担当
- 横浜ベイスターズOB・解説者高木豊のYouTubeチャンネル

### 過去
- おしゃべりハウス（青森テレビ）
- L!VE MAJOR LEAGUE BASEBALL 2006（BSフジ）
- めざましテレビ（フジテレビ）
- プロ野球ニュース（2008年、フジテレビ739） - 金曜日担当
- Dance!華麗なる戦い（J SPORTS）
- 笑金王（チバテレビ）
- 韓流森藤派（チバテレビ）
- 日本アジア航空インフォマーシャル（名古屋テレビ）
- J SPORTS ワイド（J SPORTS）
- 青森探偵A（日テレG+）
- 塾長・生島ヒロシの定年塾（チバテレビ）
- 野球好きニュース→野球好きプラス（J SPORTS）
- SG競艇LIVE（BSフジ等）